# Paul van Esseveldt
Paul Frederik van Esseveldt (6 juni 1976) speelde tot op heden (peildatum 23 september 2012) 38 officiële interlands (twee doelpunten) voor de Nederlandse hockeyploeg. Zijn internationale seniorendebuut maakte de aanvaller op 10 januari 1999 in de oefeninterland Argentinië-Nederland (2-1).
Hij viel af in de aanloop naar de Olympische Spelen van 2000 (Sydney) en raakte vervolgens enige jaren buiten beeld. Pas na de Olympische Spelen van 2004 (Athene) kreeg hij een herkansing bij de nationale ploeg.
Van Esseveldt speelde jarenlang voor Kampong, maar stapte in het voorjaar van 2002 na lang wikken en wegen over naar Amsterdam. Met succes, want in zijn eerste en tweede seizoen won Paultje met die club de landstitel in de Nederlandse hoofdklasse.

## Internationale erelijst
| JAAR | TOERNOOI         | PLAATS                | RESULTAAT     |
| ---- | ---------------- | --------------------- | ------------- |
| 2000 | Champions Trophy | Amstelveen, Nederland | Eerste plaats |